# Wilkowice (powiat rawski)
Wilkowice – wieś w Polsce położona w województwie łódzkim, w powiecie rawskim, w gminie Rawa Mazowiecka.
Wieś szlachecka położona była w drugiej połowie XVI wieku w powiecie rawskim ziemi rawskiej województwa rawskiego. W latach 1975–1998 miejscowość należała administracyjnie do województwa skierniewickiego.

## Zabytki
Według rejestru zabytków Narodowego Instytutu Dziedzictwa na listę zabytków wpisane są obiekty:
- zespół dworski, poł. XIX w.:
  - dwór, nr rej.: 594 z 27.08.1983
  - park, nr rej.: 192/P-IX-6 z 8.11.1948 oraz 481 z 16.09.1978